# Френк Ватрано
Френк Ватрано (англ. Frank Vatrano, нар. 14 березня 1994, Іст Лонґмідов, Массачусетс) — американський хокеїст, центральний нападник клубу НХЛ «Анагайм Дакс». Гравець збірної команди США.

## Ігрова кар'єра
Хокейну кар'єру розпочав 2009 року.
Наразі єдиною професійною командою у кар'єрі гравця лишається клуб НХЛ «Бостон Брюїнс».
Наразі провів 103 матчі в НХЛ, включаючи 6 ігор плей-оф Кубка Стенлі.
Був гравцем молодіжної збірної США, у складі якої брав участь у 11 іграх.

## Статистика

### Клубні виступи
| Сезон        | Клуб                     | Ліга         | Регулярний сезон | Регулярний сезон | Регулярний сезон | Регулярний сезон | Регулярний сезон | Плей-оф | Плей-оф | Плей-оф | Плей-оф | Плей-оф |
| Сезон        | Клуб                     | Ліга         | І                | Г                | П                | О                | ШХ               | І       | Г       | П       | О       | ШХ      |
| ------------ | ------------------------ | ------------ | ---------------- | ---------------- | ---------------- | ---------------- | ---------------- | ------- | ------- | ------- | ------- | ------- |
| 2009–10      | Юніорський Бостон Брюїнс | СМХЛ         | 8                | 0                | 2                | 2                | 2                | —       | —       | —       | —       | —       |
| 2010–11      | США (мол.)               | ХЛСШ         | 34               | 11               | 4                | 15               | 22               | 2       | 1       | 0       | 1       | 0       |
| 2011–12      | США (мол.)               | ХЛСШ         | 24               | 7                | 11               | 18               | 8                | —       | —       | —       | —       | —       |
| 2012–13      | США (мол.)               | ХЛСШ         | 1                | 0                | 1                | 1                | 2                | —       | —       | —       | —       | —       |
| 2012–13      | Юніорський Бостон Брюїнс | СМХЛ         | 19               | 13               | 9                | 22               | 20               | —       | —       | —       | —       | —       |
| 2013–14      | «ЮМасс-Мінітмен»         | СХА          | 1                | 0                | 0                | 0                | 0                | —       | —       | —       | —       | —       |
| 2014–15      | «ЮМасс-Мінітмен»         | СХА          | 36               | 18               | 10               | 28               | 28               | —       | —       | —       | —       | —       |
| 2014–15      | «Провіденс Брюїнс»       | АХЛ          | 10               | 10               | 2                | 12               | 0                | —       | —       | —       | —       | —       |
| 2015–16      | «Провіденс Брюїнс»       | АХЛ          | 36               | 36               | 19               | 55               | 22               | 3       | 1       | 0       | 1       | 2       |
| 2015–16      | «Бостон Брюїнс»          | НХЛ          | 39               | 8                | 3                | 11               | 14               | —       | —       | —       | —       | —       |
| 2016–17      | «Провіденс Брюїнс»       | АХЛ          | 2                | 2                | 0                | 2                | 4                | —       | —       | —       | —       | —       |
| 2016–17      | «Бостон Брюїнс»          | НХЛ          | 44               | 10               | 8                | 18               | 14               | 6       | 1       | 0       | 1       | 4       |
| 2017–18      | «Бостон Брюїнс»          | НХЛ          | 20               | 2                | 0                | 2                | 16               | —       | —       | —       | —       | —       |
| Усього в НХЛ | Усього в НХЛ             | Усього в НХЛ | 103              | 20               | 11               | 31               | 44               | 6       | 1       | 0       | 1       | 4       |

### Збірна
| Рік                | Команда            | Турнір             | Місце              | І  | Г | П | О | ШХ |
| ------------------ | ------------------ | ------------------ | ------------------ | -- | - | - | - | -- |
| 2011               | США                | U17                | 2                  | 5  | 2 | 2 | 4 | 4  |
| 2012               | США                | МЧС18              | 1                  | 6  | 2 | 2 | 4 | 2  |
| 2016               | США                | ЧС                 | 4-е                | 10 | 3 | 5 | 8 | 12 |
| Молодіжна збірна   | Молодіжна збірна   | Молодіжна збірна   | Молодіжна збірна   | 11 | 4 | 4 | 8 | 6  |
| Національна збірна | Національна збірна | Національна збірна | Національна збірна | 10 | 3 | 5 | 8 | 12 |